# Virtual Reality & Multi Media Park
Virtual Reality & Multi Media Park è un'azienda italiana con sede nell'area degli ex studi cinematografici Fert
 a Torino. Nasce per volontà degli enti pubblici torinesi e piemontesi ed è di proprietà pubblica.
Virtual Reality & Multi Media Park opera nei settori della creatività digitale, della realtà virtuale, dell'audiovisivo e della multimedialità. È inoltre gestore del Polo della creatività digitale e multimedialità di Torino.
Attualmente Virtual Reality & Multi Media Park S.p.A. è in liquidazione ed ha ceduto ad Illogic SRL il ramo d'azienda denominato «Vr – Asa», inoltre una parte dello stabilimento è stato dato in concessione alla Rai.

## Aree di specializzazione
Virtual Reality & Multi Media Park opera in numerose aree di specializzazione:
- Realtà virtuale: simulazioni nei settori medico, intrattenimento, beni culturali, edilizia, architettura, sviluppo urbano, trasporti, pianificazione eventi.
- Grafica computerizzata: creazione di immagini in CGI e 3D, animazione, produzione di film e televisione, architettura, ingegneria e arte.
- Multimedia: video, immagini fisse e animate, musica, testo, interattività.

## Intrattenimento filmico
Presso Virtual Reality & Multi Media Park operava Lumiq Studios, società controllata al 100% da Virtual, operante nei campi della produzione e della distribuzione cinematografica nel panorama piemontese.